# هنري كونينغ
هنري كونينغ (بالهولندية: Henry Koning)‏ هو متسابق يخت هولندي، ولد في 29 يونيو 1960 في زاندام في هولندا.

## وصلات خارجية
- هنري كونينغ على موقع أوليمبيديا (الإنجليزية)